# Аршан (Внутренняя Монголия)
Аршан (кит. упр. 阿尔山, пиньинь Ā'ěrshān, палл. Аэршань) — городской уезд аймака Хинган, Внутренняя Монголия, Китайская Народная Республика. Название в переводе с монгольского означает «горячий источник» или «священные целебные воды».

## География
Аршан богат лесными ресурсами, лесистость в уезде составляет 81,2 %, а степень покрытия зелеными насаждениями города – 95 %. Государственный лесопарк Аршан ежегодно привлекает множество китайских туристов. Вдоль приграничной реки Халхин-Гол создается «Лес дружбы Китая и Монголии» (ель, лиственница и сосна), который станет зеленым поясом на границе двух стран.
Климат в этих местах субарктический, муссоный. Солнечная погода и обильные осадки преобладают в летнее время. В январе средняя температура составляет −25,1℃, среднемесячная температура +16,8 ℃, среднегодовая температура −2,7 ℃.
| Показатель                   | Янв.  | Фев.  | Март  | Апр. | Май  | Июнь | Июль  | Авг. | Сен. | Окт. | Нояб. | Дек.  | Год   |
| ---------------------------- | ----- | ----- | ----- | ---- | ---- | ---- | ----- | ---- | ---- | ---- | ----- | ----- | ----- |
| Средняя температура, °C      | −17,8 | −13,2 | −4,8  | 7,0  | 16,0 | 20,9 | 23,1  | 21,3 | 15,6 | 6,5  | −5,3  | −14,4 | 4,6   |
| Средний суточный минимум, °C | −31,2 | −28,3 | −19,8 | −7   | −0,4 | 5,9  | 10,5  | 8,2  | 1,0  | −7,8 | −18,6 | −27,2 | −9,6  |
| Норма осадков, мм            | 5,9   | 5,1   | 9,3   | 19,9 | 35,3 | 81,1 | 121,3 | 82,3 | 50,4 | 24,1 | 9,3   | 8,8   | 452,8 |

## История
Исторически эти места входили в состав хошуна Хорчин-Юицяньци. В 1992 году здесь была образована особая экономическая зона. В 1996 году постановлением Госсовета КНР был образован отдельный городской уезд Аршан.

## Административное деление
Городской уезд Аршан делится на 3 уличных комитета и 4 посёлка.

## Экономика
Представляет собой город-курорт, окружённый горами. Есть источники с ключевой водой, открытые для общественного пользования, а также платные горячие источники, грязевые ванны и прочие оздоровительные процедуры. Большая часть зданий — гостиницы. Популярен среди китайских и монгольских туристов.

## Транспорт
Распространённым видом транспорта являются веломобили, которые сдаются в аренду.